# Auchinhove
Auchinhove era un accampamento romano nella Scozia settentrionale costruito durante le campagne in Britannia di Agricola al tempo dell'imperatore Domiziano.

## Storia
L'accampamento di Auchinhove fu fatto da Giulio Agricola nell'84, quando sconfisse i Caledoni ed assoggettò temporaneamente tutta la Caledonia (com'era chiamata la Scozia dai Romani). Si trovava ad una giornata di marcia a nord di Ythan Wells, altro accampamento di Agricola con simili caratteristiche, sulla direttrice verso l'area del Moray Firth dove Agricola costruì due fortificazioni (il Forte di Cawdor ed il Fortino di Balnageith). Infatti le legioni romane di Giulio Agricola hanno creato una serie di forti, nella loro conquista della Caledonia a nord del Vallo Antonino, nelle località di Ardoch, Strageath, Inchtuthil, Battledykes, Stracathro, Raedykes, Glenmailen, Bellie, Balnageith fino a Cawdor vicino all'attuale Inverness. Probabilmente l'accampamento, pochi anni dopo la sua costruzione, fu abbandonato subitamente a causa del ritiro di Agricola dalla Britannia romana. Quasi tutti questi Forti romani sono stati identificati principalmente grazie a rilevamenti aerofotogrammetrici fatti negli ultimi decenni.

## Caratteristiche
Auchinhove era un accampamento di circa 14 ettari. L'accampamento era di forma rettangolare irregolare ed aveva fossati protettivi profondi circa un metro. Quando fu riscoperto nel 1949, per le sue dimensioni e caratteristiche di fossati e porte fu classificato come un accampamento di "tipo Stracathro". Auchinhove si trova ad una miglia romana dal grande accampamento Muiryfold, fatto dall'imperatore Settimio Severo intorno al 210. Probabilmente dopo oltre un secolo di abbandono Auchinhove era ridotto in pessime condizioni, per cui non venne riusato ed ampliato dalle legioni romane quando tornarono a conquistare la stessa zona della Caledonia settentrionale.